# Kerija (biljni rod)
Kerija  (zakulja; lat. Kerria) je monotipski rod trajnica iz porodice Rosaceae, dio reda Rosales.
Jedina vrsta je japanska zakulja, K. japonica , grm iz istočne Azije, uvezen u Europu, Sjevernu Ameriku, Novi Zeland, pa i u Hrvatsku